# Carpenter Brut
Carpenter Brut — синтвейв-проект французского музыканта Франка Уэзо (фр. Franck Hueso). Мировую известность приобрёл после выхода игры Hotline Miami 2, в создании саундтрека к которой принял участие. Для музыки Carpenter Brut характерно сильное влияние метала, жесткий и быстрый ритм песен.

## История
О биографии Франка Уэзо вне проекта известно мало. Известно, что до того как писать музыку, он был инженером и продюсером. В интервью, данным Тобиасом Форге, вокалистом и лидером Ghost, Уэзо является (или же являлся к моменту их разговора) продюсером французской блэк-метал группы Deathspell Omega, чьи участники так же сохраняют анонимность.
По его словам, он намеренно дистанцируется от проекта, чтобы музыка, а не биография музыканта вышла на первый план. Создавая музыку, Уэзо не знал о существовании синтвейва, по его словам, он лишь хотел смешать музыку Джона Карпентера и Justice, однако жанр первого же сингла сразу окрестили синтвейвом, и Уэзо открыл для себя как жанр в целом, так и его представителей в частности. До начала концертной деятельности даже его внешность оставалась неизвестной, а в конце концерта он предпочитал называться Франк Б. Карпентер. Как им отмечалось в интервью для Kerrang, «музыка похожа на еду, и впечатленный посетитель редко должен знать шеф-повара». Название Carpenter Brut — шутливая смесь название сорта брюта, Charpentier Brut, и фамилии любимого режиссера Уэзо, Джона Карпентера.
После выхода Hotline Miami 2 популярность проекта резко выросла, Carpenter Brut принял участие в записи ряда саундтреков фильмов ужасов — «Монтажер» (англ. The Editor), выпущенном в 2014, а также короткометражке «Father and Son» братьев Дега, позже снявших клип-превью к EP III и клип к песне Anarchy Road.
В 2015 году Carpenter Brut выпустил альбом Trilogy, объединивший в себе первые три EP проекта. В данный момент проект причисляется к одним из самых известных исполнителей жанра синтвейв. Carpenter Brut активно гастролирует за пределами Франции (в том числе в России) и выступает на престижных фестивалях (например, Coachella), в том числе сконцентрированных на тяжелой метал-музыке, например, Hellfest Summer Open Air во Франции или Graspop Metal Meeting в Бельгии.
Любимые фильмы категории «Б» — «Уличный мусор» 1987 года и «В плохом вкусе» Питера Джексона.

## Стиль
Для Carpenter Brut характерно сильное влияние метала: во многих песнях появляются «живые» ударные и электрогитара, а альбом Leather Teeth имеет сильное влияние глэм-метала. Сам Уэзо признает, что является фанатом данного жанра, кроме того, признает влияние итальянского композитора Джорджо Мородера и французской электро-клэш группы Justice. Им отмечается, что «чистая» электроника не удовлетворила его как недостаточно энергичная, поэтому он позаимствовал некоторые приемы «тяжелых жанров».
Кроме того, хорошо заметно влияние фильмов ужасов 1970—1980-х годов: «сатанинских» итальянских джалло-фильмов конца 1970-х годов Дарио Ардженто и тематики сатанинской паники 1980-х годов. По словам Уэзо, несмотря на очевидное влияние фильмов ужасов, он не переслушивал отдельно саундтреки, а опирался на образ, «картинку». Кроме того, он объясняет, что сатанистом не является, и это лишь элементы стиля проекта. Также Carpenter Brut избегает стандартных клише синтвейва (например — надписей в стиле неоновых вывесок). Критики отмечают, что Carpenter Brut смешивает в своей музыке современную электронику, метал, музыку 80-х и саксофон, получая органичный стиль.
Концерты построены вокруг лейтмотивов стиля и вышеуказанных источников вдохновения — Уэзо отмечает, что для него образцом является концертная деятельность Nine Inch Nails — «если делать концерты, то делать масштабно». На живых выступлениях активно используются фоновые заставки: видеонарезки из фильмов эпохи 80-х, смешанные с современной стилизованной пиксель-арт графикой. В 2019 году журнал Kerrang! включил Carpenter Brut в число лучших «концертных» групп современности (в списке — 21 группа), отметив, что «<..> с его наборами клавишных, нежеланием показывать свое лицо и абсолютно сумасшедшими проекциями, которые порой выглядят как странное смешение жестоких гриндхаусовых видеофильмов и пышноволосых, одетых в лайкру видео 80-х, концерт Carpenter Brut действительно не похож ни на одно другое рок-шоу на Земле».

## Состав
Несмотря на то что музыку Уэзо сочиняет единолично, в турах к нему присоединяются Адриен Гроссе и Флоран Маркаде из французской группы Hacride, играющие на электрогитаре и ударных соответственно. Отмечается, что изначально планировалась лишь студийная активность, и популярность «живых» исполнений оказалась сюрпризом, что вынудило серьёзно поработать над стилистикой концертов. В первых выступлениях Carpenter Brut состоял из одного Уэзо, однако данная концепция ему быстро наскучила, поэтому он попросил Гроссе и Маркаде помочь с живыми выступлениями.

## Дискография

### Альбомы
- Trilogy (2015; компиляция из EP I, II и III)[20].
- Leather Teeth (2018) — концептуальный альбом, саундтрек несуществующего одноименного фильма ужасов 1987 года[6], посвященного становлению «гика» Брэта Хэлфорда в вокалиста глэм-метал группы Leather Patrol[3][11][21]. Образ Брэта Хэлфорда основан на смешении образов различных вокалистов метала эпохи 80-х, а само имя базируется на смешении имен Брэта Майклза из Poison и Роба Хэлфорда из Judas Priest[6].
- Leather Terror (2022) — в этом альбоме Брэт Хэлфорд становится из вокалиста глэм-метал группы Leather Patrol, маньяком. Музыка стала более жёсткой, с использованием "настоящих" барабанов и более агрессивных гитар и синтезаторов.[22]

### Концертные альбомы
- Carpenter Brut Live (2017)[20].

### Мини-альбомы
- EP I (2012)[20].
- EP II (2013)[20].
- EP III (2015)[20].
- Furi[англ.] — саундтрек к игре.

### Синглы
- Dance Macabre (2018) — ремикс одноименной песни шведской метал-группы Ghost.
- Hush Sally Hush! (2019).
- Maniac (2020)[23] — кавер-версия одноименной песни американского поп-исполнителя Майкла Сембелло.

### Саундтрек
Игры:
- The Crew.
- Hotline Miami 2: Wrong Number.
- Furi.
- Hacknet.

Фильмы:
- Кровь машин (2019) — 50-минутный фантастический фильм по мотивам клипа «Turbo Killer», режиссер Сет Икерман.
- The Rise of Synths (документальный).
- Father and Son (короткометражный фильм)[7].
- Монтажер[англ.], 2014 год, режиссер — Адам Брукс[англ.].
- My Blood, 2020 год, короткометражный фильм, режиссеры — братья Дека.

## Номинации
- Fangoria Chainsaw Awards — за лучший саундтрек к фильму «Монтажер» (совместно с Клаудио Симонетти и другими)